# Черчес Хаїм Аронович
Хаїм Аронович Черчас (біл. Хаім Аронавіч Чэрчас; 17 квітня 1916, с. Гродзянка, Осиповицький район, Могильовська область — 9 жовтня 1992, Мінськ) — білоруський хімік-органік. Доктор хімічних наук (1967), професор (1969).

## Біографія
Закінчив Білоруський державний університет (1939).
Займався викладацькою діяльністю (1942-1946), працював у Інституті хімії АН БРСР (з 1947), Інституті фізико-органічної хімії АН БРСР (з 1959), Білоруському політехнічному інституті (1967—1990).
Наукові інтереси: хімія природних сполук і рідкісноземельних металів; способи виділення та ідентифікації смоляних кислот та ін. терпеноїдів з бальзамів місцевих хвойних порід; методи отримання церових солей аліфатичних кислот, силікатів рідкісноземельних металів..

## Літаратура
- Чэрчас Хаім Аронавіч // Беларуская савецкая энцыклапедыя : [у 12 т.]. — Мінск, 1974. — Т. 11. — С. 264.
- Чэрчас Хаім Аронавіч / Я. Г. Міляшкевіч // Беларуская энцыклапедыя : у 18 т. — Мінск, 2003. — Т. 17. — С. 334.
- Черчес Хаим Аронович // Регионы Беларуси : энциклопедия : в 7 т. — Минск, 2021. — Т. 6 : Могилевская область : в 2 кн., кн. 2. — С. 421.